# Linda Jo Rizzo
Linda Jo Rizzo (1. dubna 1955, New York) je zpěvačka americko-italského původu žijící v Německu.

## Život
Linda Jo Rizzo se narodila v New Yorku italským přistěhovalcům. Nejdříve se živila jako modelka, jejím největším úspěchem v oblasti modelingu bylo ocenění „Model roku“ módního španělského časopisu Mulher d' Hoje. Po modelingové kariéře se vrátila zpět ke studiu výživy v New Yorku. Následně pracovala jako nutriční poradce a mluvčí firmy na výrobu vitamínů v San Francisku.
Krátce poté potkala Bobbyho Orlanda a přidala se do jeho dívčí skupiny The Flirts. Největší úspěch této kapely byl v 80. letech s hity „Passion“, „Calling All Boys“ či „Danger“, se kterými se dostala na turné až do Německa. Po turné z této skupiny odstoupila a v roce 1985 se vydala na sólovou dráhu.
Spolupracovala s dalšími umělci jako byl například Fancy (skladba „Lady of Ice“), Joe Kleindienst („Saragossa Band“), Glen P. Stone („Mandy Winter's Julian“) a společně s nimi vydala 20 nahrávek a CD. V 80. letech cestovala po Evropě a vystupovala ve slavných diskotékových klubech, jako například „Star Club“ v Hamburku. 90. léta představovala pro Lindu vystupování s orchestry Huga Strassera a Hazyho Osterwalda.
V současnosti vystupuje Linda Jo Rizzo s klavírem, triem, kvartetem nebo v big bandech. Od roku 1999 je pravidelnou účastnicí Oktoberfestu „Hippodrom“, kterého se účastní až 4000 lidí.

## Dílo

### Alba
- Passion (1989)
- Best of Linda Jo Rizzo (1999)
- Day of the Light (2012)
- P.A.S.S.I.O.N. (2013) (Se skupinou The Flirts)
- Fly Me High (2015)

### Singly
- 1985: „Fly Me High“ / „Welcome to Cairo“
- 1986: „You're My First You're My Last“ / „I've Got the Night“
- 1986: „Heartflash (Tonight)“ / „Just One Word“
- 1987: „Perfect Love“ / „No Lies“
- 1988: „Passion“ / „Hey Joe“
- 1989: „Keep Trying“ / „Listen to the D.J.“
- 1991: „Quando Quando“
- 1993: „Passion“ / „Just the Way You Like It“
- 1994: „Meet the Flintstones“
- 2012: „Heartflash, Passion & You're My First, You're My Last 2012“
- 2013: „Day of the Light“
- 2013: „Out of the Shadows“ (TQ a Linda Jo Rizzo)
- 2017: „I Want You Tonight“ (Linda Jo Rizzo a Tom Hooker)